# Águas Virtuosas
Águas Virtuosas (mais conhecido como Taquaras) é um distrito do município brasileiro de Tejupá, no interior do estado de São Paulo.

## História

### Formação administrativa
- Distrito policial de Águas Virtuosas criado em 04/04/1907 no município de Piraju[2].
- Pedido para criação do distrito através de processo que deu entrada na Assembléia Legislativa do Estado de São Paulo no ano de 1963, mas como não atendia os requisitos necessários exigidos por lei para tal finalidade o processo foi arquivado[3].
- Lei complementar nº 661 de 17/09/2004 - Dispõe sobre a criação do distrito de Águas Virtuosas no município de Tejupá[4].

## Geografia

### Demografia

#### População urbana
| Crescimento população urbana | Crescimento população urbana | Crescimento população urbana | Crescimento população urbana |
| Censo                        | Pop.                         |                              | %±                           |
| ---------------------------- | ---------------------------- | ---------------------------- | ---------------------------- |
| 1991                         | 439                          |                              | —                            |
| 2000                         | 716                          |                              | 63,1%                        |
| 2010                         | 801                          |                              | 11,9%                        |
| Fonte: IBGE e Fundação SEADE |                              |                              |                              |

#### População total
Pelo Censo 2010 (IBGE) a população total do distrito era de 1 081 habitantes.

### Área territorial
A área territorial do distrito é de 32,938 km².

### Rodovias
O principal acesso ao distrito é a estrada vicinal Tejupá - Taquarituba.

## Serviços públicos

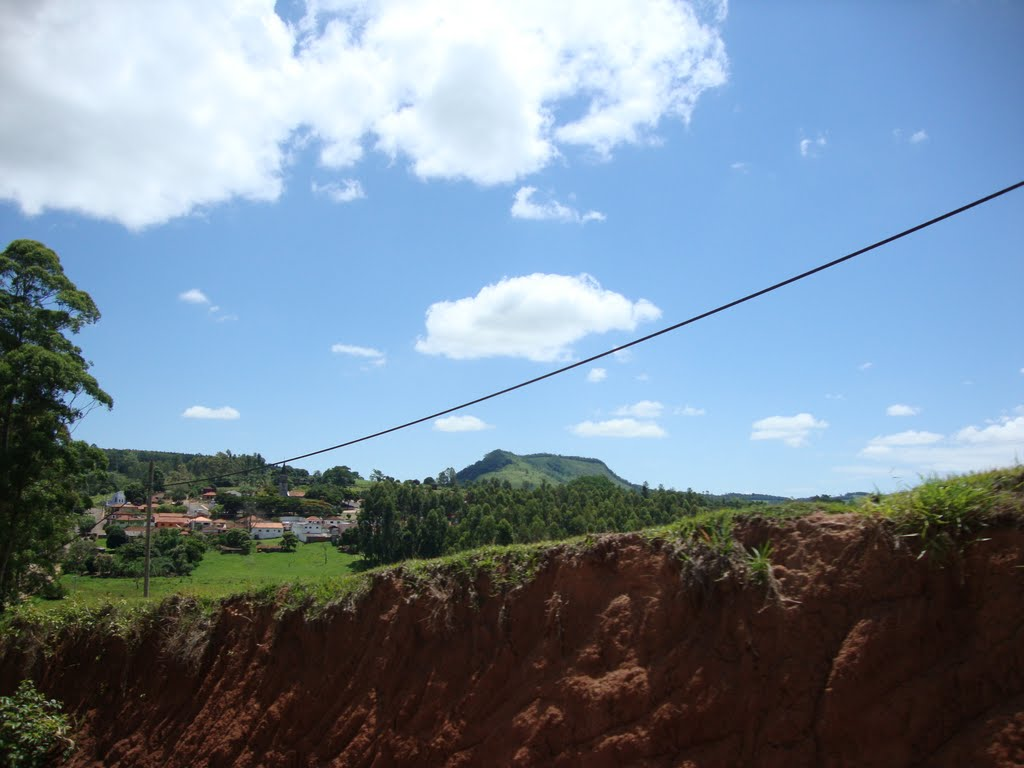
Entrada de Águas Virtuosas.

### Registro civil
Feito na sede do município, pois o distrito não possui Cartório de Registro Civil das Pessoas Naturais.

### Saneamento
O serviço de abastecimento de água é feito pela Companhia de Saneamento Básico do Estado de São Paulo (SABESP).

### Energia
A responsável pelo abastecimento de energia elétrica é a CPFL Santa Cruz, distribuidora do grupo CPFL Energia.

## Atrações turísticas

### Gruta das Águas Virtuosas

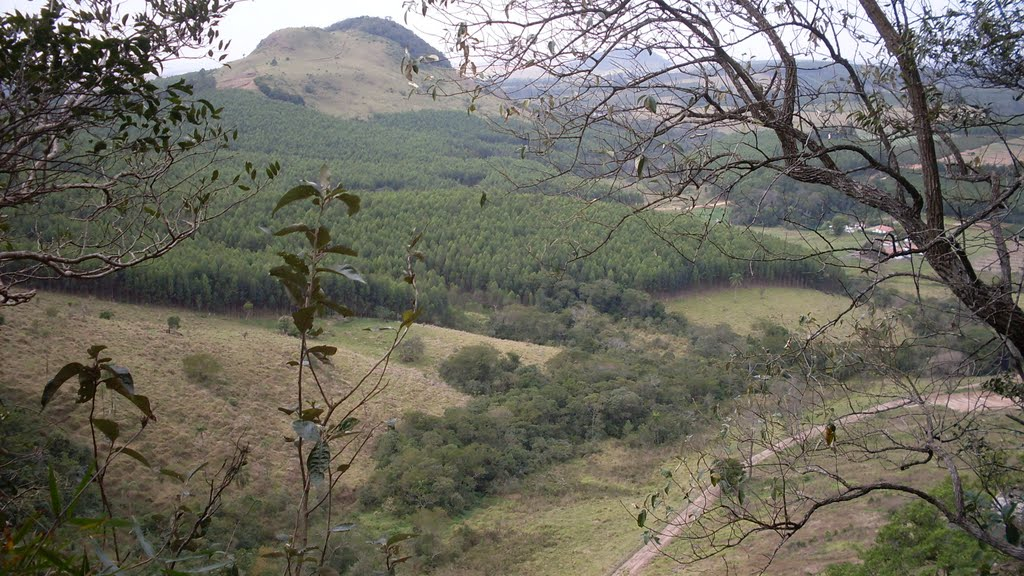
Gruta das Águas Virtuosas.

A poucos quilômetros da área urbana encontra-se a Gruta das Águas Virtuosas, que deu nome para o distrito. O local conta com uma bela paisagem, incluindo cachoeira e a gruta.

## Religião
O Cristianismo se faz presente no distrito da seguinte forma:

### Igreja Católica
- A igreja faz parte da Diocese de Ourinhos[17].

### Igrejas Evangélicas
- Congregação Cristã no Brasil[18].